# Le Manoir (Calvados)
Manoir – miejscowość i gmina we Francji, w regionie Normandia, w departamencie Calvados.
Według danych na rok 1990 gminę zamieszkiwało 107 osób, a gęstość zaludnienia wynosiła 18 osób/km² (wśród 1815 gmin Dolnej Normandii Manoir plasuje się na 779. miejscu pod względem liczby ludności, natomiast pod względem powierzchni na miejscu 804.).